# Brecha digital en Colombia

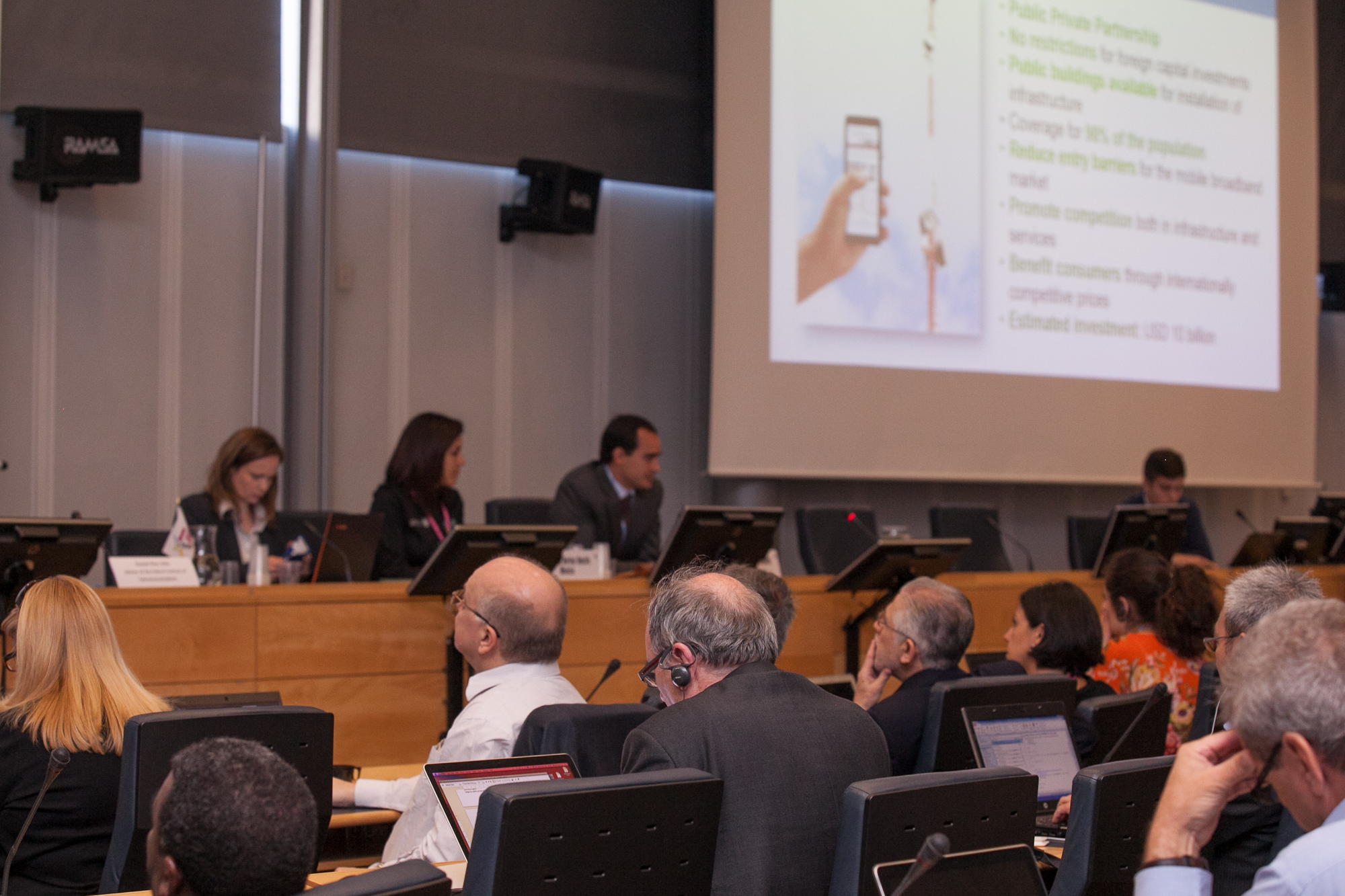

La brecha digital en Colombia se refiere a las diferencias existentes entre personas, hogares y otros grupos en función de factores demográficos y socioeconómicos. Específicamente, esta brecha está relacionada con las desigualdades en el acceso a las tecnologías de la información y la comunicación (TIC) , así como en las habilidades necesarias para utilizar eficazmente la información que estas proporcionan.
La principal carencia de la tecnología y la información reside en el ámbito del acceso físico a las cosas, donde hay enormes carencias. Si bien internet en Colombia ha avanzado en comparación con los últimos años, la parte académica de cómo se utilizan las TIC aún está en tela de juicio. Dicho esto, los funcionarios del gobierno se han asegurado de que el acceso a las TIC sea una prioridad en su país. Además del acceso físico, la revisión de la literatura y los tipos de uso de Internet también han sido puntos principales de atención en lo que respecta a una solución a la brecha digital en Colombia. 

El problema principal radica en las limitaciones para acceder físicamente a los recursos tecnológicos, donde persisten enormes carencias. Aunque el acceso a Internet en Colombia ha mejorado en los últimos años, el uso educativo y académico de las TIC sigue siendo cuestionable. En respuesta, las autoridades han priorizado la expansión de las TIC en el país. Además del acceso físico, se ha prestado atención a cómo las personas utilizan Internet, buscando reducir la brecha digital.

## Tipos de uso de Internet (TIC)
Hay una distinción clara entre contar con acceso físico a las TIC y el uso efectivo de estas tecnologías. Según Hargittai (2008), las diferencias en el uso de las TIC tienen un impacto significativo en la calidad de vida. Rojas y Puig-i-abril (2009) identificaron que las actividades más comunes de los usuarios de Internet en Colombia incluyen revisar correos electrónicos, consumir entretenimiento, chatear y acceder a noticias e información. Los niveles de uso varían desde el no uso hasta el uso intensivo, y también dependen de las oportunidades que los usuarios aprovechan, como el aprendizaje o la búsqueda de empleo, en lugar de un uso exclusivamente recreativo. 

## Acceso físico
Un estudio sobre la brecha digital demostró que tener o no acceso a Internet influye directamente en las oportunidades educativas y de desarrollo personal. Las comunidades tecnológicamente avanzadas brindan mejores herramientas para el aprendizaje y la comunicación, mientras que las zonas menos favorecidas suelen concentrarse en cubrir necesidades básicas, dejando de lado las oportunidades para progresar. Las personas en áreas más ricas tienen acceso a Internet de forma sencilla, lo que les permite expandir su potencial y compartir sus ideas con el mundo.

## Causas de la brecha digital en Colombia
No hay una sola causa que explique la brecha digital en Colombia. Esta problemática se origina por diversos factores que influyen en las desigualdades en el acceso a la tecnología, como la ubicación geográfica, el nivel socioeconómico, el acceso a la educación y otros elementos relacionados.
En Colombia, las personas que residen en grandes ciudades tienen un 69% más de probabilidades de utilizar Internet.  Esta relación entre el uso de las TIC y la localización en áreas urbanas e industriales es uno de los ejemplos más claros de la brecha digital en el país. Por el contrario, quienes habitan en zonas rurales tienen muchas menos probabilidades de emplear regularmente las TIC e Internet debido a diversas razones. Entre ellas, destaca el menor nivel educativo en estas regiones, lo cual está estrechamente vinculado con un uso reducido de la tecnología.Las áreas rurales de Colombia, por lo general, están menos desarrolladas en comparación con las ciudades grandes. Frecuentemente carecen tanto de infraestructura tecnológica como de proveedores de Internet necesarios para cerrar la brecha digital. Un estudio que analizó esta problemática según el lugar de residencia reveló que solo el 21,6% de los encuestados vivían en ciudades pequeñas o medianas (menos de 1 millón de habitantes), mientras que el 78,4% pertenecía a grandes centros urbanos. Este análisis subrayó que el uso predominante de las TIC se concentra en las zonas urbanas más desarrolladas.

### La tecnología entre diferentes ideales y su efecto en la economía
La relación entre tecnología y desarrollo económico fue resumida por Solow (1987a), quien afirmó que “la tecnología sigue siendo el motor dominante del crecimiento, con la inversión en capital humano en segundo lugar”.  En este sentido, es ampliamente reconocido que los países con mayor acceso y uso de tecnología tienden a tener economías más sólidas. Sin embargo, el avance tecnológico no ha alcanzado el nivel esperado en todas las sociedades, especialmente en aquellas comunidades u organizaciones que operan en contextos con menor desarrollo y autonomía.
En ambientes no industrializados, las sociedades y organizaciones que no han adoptado la tecnología suelen mantener prácticas tradicionales, enfrentándose a la difícil tarea de integrar nuevas herramientas sin abandonar sus costumbres y entornos preexistentes. Esto provoca que el cambio sea percibido como un proceso costoso, lento y arriesgado, lo cual fomenta actitudes de rechazo, indiferencia o estereotipos hacia la tecnología. 
Aunque estas preconcepciones no son la causa principal de la brecha digital en Colombia, sí reflejan cómo algunas comunidades cuestionan la utilidad y los beneficios de la tecnología. Estas actitudes demuestran el nivel de dependencia tecnológica que existe dentro de cada comunidad y cómo esta percepción puede influir en su desarrollo.

### Preservación cultural versus modernización cultural
Las ideas de preservación cultural y modernización cultural generan una división entre el sector industrial y el agrícola. En el ámbito industrial, se destacan la investigación y el desarrollo, que requieren habilidades avanzadas en diversas áreas y producen bienes de alto valor. Tanto las cualidades como la cantidad de estos productos impulsan la demanda de tecnologías más modernas y eficientes. En Colombia, esto se comprende, y las industrias trabajan para fortalecerse, mejorando su desempeño y el de las corporaciones en el país.
Sin embargo, la brecha digital persiste en algunas regiones donde las comunidades son reacias al cambio. Según Avgerou (2003), esta resistencia proviene de las incertidumbres tecnológicas en áreas rurales. Gille, por su parte, propuso el concepto de "Sistema Tecnológico", que sugiere que la tecnología, eventualmente, transformará la vida social al integrar las rutinas productivas y las herramientas tecnológicas. A pesar de ello, las comunidades rurales, generalmente unidas y con visiones compartidas, no siempre ven la tecnología como algo positivo, especialmente si han pasado mucho tiempo sin actualizar sus sistemas.
Estas comunidades valoran profundamente su cultura y buscan preservarla sin alteraciones. Si las tecnologías disponibles no son consistentes ni competitivas, esto puede limitar su desarrollo y conducir a una implementación ineficiente.  La combinación de la reverencia cultural y las limitaciones tecnológicas retrasa el progreso en estas regiones, ampliando la brecha digital.
Mientras que las zonas desarrolladas de Colombia han adoptado las tecnologías de la información para fortalecer sus economías, las áreas rurales aún enfrentan grandes desafíos. Este rezago puede reducirse a través de programas que eduquen y capaciten a las comunidades sobre el uso de la tecnología. Además, es fundamental que el gobierno promueva la confianza y la seguridad en las tecnologías modernas para fomentar su adopción en estas regiones.

### Tecnologías de la información en la educación
La educación es frecuentemente vista como el pilar fundamental de una sociedad. La productividad educativa se define como la relación entre los resultados del aprendizaje, tanto cuantitativos como cualitativos, y el esfuerzo invertido en el proceso, considerando las metas de la institución educativa, los recursos disponibles y las necesidades del entorno. Aunque los niveles educativos suelen estar fuertemente influenciados por la economía del gobierno, otros factores como los programas educativos y la participación comunitaria también pueden tener un impacto significativo.
Colombia, un país principalmente rural con muchas áreas remotas, enfrenta desafíos particulares en este ámbito. Gran parte de la población colombiana percibe Internet como algo de poca utilidad, y el poder adquisitivo es limitado, lo que demuestra que el acceso a la tecnología no siempre es esencial ni disponible. Las comunidades en desarrollo a menudo experimentan cambios superficiales en su transición hacia las TIC, incapaces de mantener el ritmo del desarrollo de habilidades informáticas. No se trata solo de tener acceso a las herramientas tecnológicas, sino de construir una lógica social, cultural y económica que sea compatible, lo que se convierte en un proceso complejo y lento debido a la resistencia al cambio de algunos actores locales.  Este proceso implica, además, sacrificar algunas de las características distintivas de la comunidad.

### Soluciones a la brecha digital en educación
El programa "Computadores Para Educar" (CPE) facilita la transferencia de tecnología a las zonas rurales de Colombia capacitando a los docentes en el uso adecuado de las tecnologías de la información.  Estos conocimientos se integran en la enseñanza para mejorar la incorporación, adaptación e integración de las tecnologías necesarias para el crecimiento sostenible del país. Esto ayuda a aumentar la productividad, competitividad y calidad del sistema educativo colombiano. 
En general, las tecnologías de la información están presentes en las escuelas públicas de Colombia, aunque algunas áreas, con infraestructuras educativas deficientes y economías basadas en recursos naturales, se enfocan más en la formación técnica para la producción de bienes básicos que en el desarrollo de conocimientos a largo plazo y habilidades de innovación.
En cuanto a la educación superior y las universidades en Colombia, la infraestructura de tecnologías de la información está creciendo rápidamente. Desde tecnología actualizada en las aulas hasta el conocimiento tecnológico de los responsables, las TIC juegan un papel crucial en el sistema educativo colombiano actual.

## Reducir la brecha digital

### Participación del gobierno
En 2010, el presidente Juan Manuel Santos lanzó la iniciativa Vive Digital, diseñada para crear empleos, impulsar el crecimiento económico y el desarrollo, y reducir la pobreza. Vive Digital ha logrado esto aprovechando las oportunidades financieras derivadas de la producción y utilización de tecnología. En los últimos cuatro años, Vive Digital ha transformado el panorama digital en Colombia, con un impacto significativo en los ciudadanos más pobres.
Colombia pasó de tener 3,1 millones de conexiones a Internet de banda ancha en 2010 a 9,9 millones a mediados de 2014. La penetración de Internet para pequeñas y medianas empresas (PYMEs) aumentó del 7% en 2010 a más del 60% en 2014. Otra iniciativa clave es la Política Nacional de Banda Ancha del Ministerio de Tecnologías de la Información y las Comunicaciones, que ha incrementado el porcentaje de municipios conectados a Internet del 17% en 2010 al 96% en la actualidad. 
"Para 2018, el gobierno de Colombia espera conectar al 63% del país a la banda ancha. Según los datos de economía móvil de GSMA de 2013, ya hay 43,9 millones de conexiones móviles y 24 millones de usuarios móviles en un país con 47 millones de habitantes. Esto hace que Colombia sea el tercer país más poblado de América Latina y el tercero con mayor población de habla hispana en el mundo". 
En mayo de 2014, Hughes Network Systems LLC, uno de los proveedores líderes mundiales de soluciones y servicios de banda ancha, obtuvo un contrato para implementar un sistema de satélite de banda ancha HX y terminales de HISPASAT en Colombia. Uno de los resultados de la iniciativa gubernamental Vive Digita fue este contrato La expansión de Hughes Network en Colombia ha incrementado de manera significativa el uso de las tecnologías de la información y la comunicación en el país.
En Colombia se están investigando dos cuestiones principales sobre la brecha digital: cómo se entrega la información y cómo funciona y se comunica dicha información en la comunidad académica. La clave para abordar estos problemas es centrarse en la importancia vital de la comunicación precisa y evitar las acusaciones falsas.
Las investigaciones han mostrado que la distribución de información se ha vuelto crucial para la vida diaria en Colombia. Los investigadores están analizando cómo se difunde la información a través de diversos medios como Internet, transmisión digital, comunicación móvil y redes sociales. También se destaca la importancia de mejorar la comunicación interpersonal y los avances tecnológicos.
El objetivo de estas investigaciones es reducir la brecha digital en Colombia y proporcionar formas adecuadas de comunicación dentro de las comunidades participantes. 